# Opel Insignia
Opel Insignia je osobní automobil střední třídy vyráběný automobilkou Opel. Vůz prodávaný od listopadu 2008 na trhu nahrazuje model Vectra C. S touto změnou skončil Opel i s výrobou vozů Signum a Tigra. Od roku 2017 je vyráběna druhá generace.

## První generace
Sedan Opel Insignia byl představen v červenci 2008 v Londýně na British International Motor Show. Počátkem roku má být dostupný i ve verzi kombi . Ta byla představena v říjnu 2008 na pařížském autosalonu.
V kontinentální Evropě je vůz prodáván jako Opel, ve Velké Británii jako Vauxhall a v Číně pod značkou Buick. V Austrálii a na Novém Zélandu byl prodáván jako Holden Commodore. V Latinské Americe bude prodávána pod značkou Chevrolet, zde si také ponechá jméno Vectra.
Ceníkové ceny Insignie v základní výbavě začínají na 22 700 € (1,6i Insignia) a pokračují až k 41 575 € (2,8 V6 Turbo Automatik 4×4 Cosmo) (stav: červenec 2008, ceny pro Německo).
Opel Insignia získal ocenění „Auto roku 2009“. Zvítězil o jediný bod před vozem Ford Fiesta.
V roce 2013 začala výroba faceliftované verze s aktualizovaným designem.

## Motory
Se začátkem prodeje bylo k vozu Opel Insignia na výběr sedm verzí motorů: čtyři zážehové a tři vznětové, později přibyly další. Všechny vozy jsou sériově vybaveny šestistupňovou převodovkou a splňují požadavky normy Euro-5. Verze s nejnižší spotřebou 2,0 l CDTI nese označení „Ecoflex“.
|                                          | 1.6 Ecotec                    | 1.6 Turbo Ecotec            | 1.8 Ecotec                  | 2.0 Turbo Ecotec            | 2.8 V6 Ecotec               |
| Motor                                    | Zážehový motor                | Zážehový motor              | Zážehový motor              | Zážehový motor              | Zážehový motor              |
| Typ motoru                               | Řadový čtyřválec              | Řadový čtyřválec            | Řadový čtyřválec            | Řadový čtyřválec            | V6                          |
| Objem                                    | 1598 cm³                      | 1598 cm³                    | 1796 cm³                    | 1998 cm³                    | 2792 cm³                    |
| Výkon                                    | 85 kW (115 k) při 6000 ot/min | 132 kW (180 k) při 5500/min | 103 kW (140 k) při 6300/min | 162 kW (220 k) při 5300/min | 191 kW (260 k) při 5500/min |
| Kroutící moment                          | 155 Nm při 4000 ot/min        | 230 Nm při 2200–5500/min    | 175 Nm při 3800/min         | 350 Nm při 2000–4000/min    | 350 Nm při 1900–4500/min    |
| Zrychlení 0 na 100 km/h v s*             | 13,5                          | 9,1                         | 11,9                        | 7,6                         | 6,9                         |
| Max. rychlost, km/h*                     | 192                           | 220                         | 206                         | 242                         | 250                         |
| Spotřeba (dle EWG kombinovaná, l/100 km) | 7,6                           | 8,0                         | 7,8                         | 8,9                         | 10,9                        |
| emise CO2 kombinované, g/km              | 179                           | 188                         | 184                         | 208                         | 256                         |
| Norma výfuk. plynů klasifikace EU        | Euro 5                        | Euro 5                      | Euro 5                      | Euro 5                      | Euro 5                      |

- hodnoty platné pro limuzínu

|                                           | 2.0 CDTI Ecotec             | 2.0 CDTI Ecotec            | 2.0 CDTI Ecotec             | 2.0 CDTI Ecotec             |
| Motor                                     | Vznětový                    | Vznětový                   | Vznětový                    | Vznětový                    |
| Typ motoru                                | Řadový čtyřválec            | Řadový čtyřválec           | Řadový čtyřválec            | Řadový čtyřválec            |
| Objem                                     | 1956 cm³                    | 1956 cm³                   | 1956 cm³                    | 1956 cm³                    |
| Výkon                                     | 81 kW (110 k) při 4000/min  | 96 kW (130 k) při 4000/min | 118 kW (160 k) při 4000/min | 140 kW (190 k) při 4500/min |
| Kroutící moment                           | 260 Nm při 1750–2500 ot/min | 300 Nm při 1750–2500/min   | 350 Nm při 1750–2500/min    | 400 Nm při 2000/min         |
| Zrychlení 0 na 100 km/h, s*               | 12,4                        | 11,1                       | 9,5                         | 9,3                         |
| Max. rychlost, km/h*                      | 188                         | 205                        | 218                         | 224                         |
| Spotřeba (dle EWG, kombinovaná, l/100 km) | 5,8                         | 5,8                        | 5,9                         | 6,7                         |
| Emise CO2 kombinované, g/km               | 154                         | 154                        | 154                         | 174                         |
| Norma výfuk. plynů EU                     | Euro 5                      | Euro 5                     | Euro 5                      | Euro 5                      |

- údaje pro limuzínu

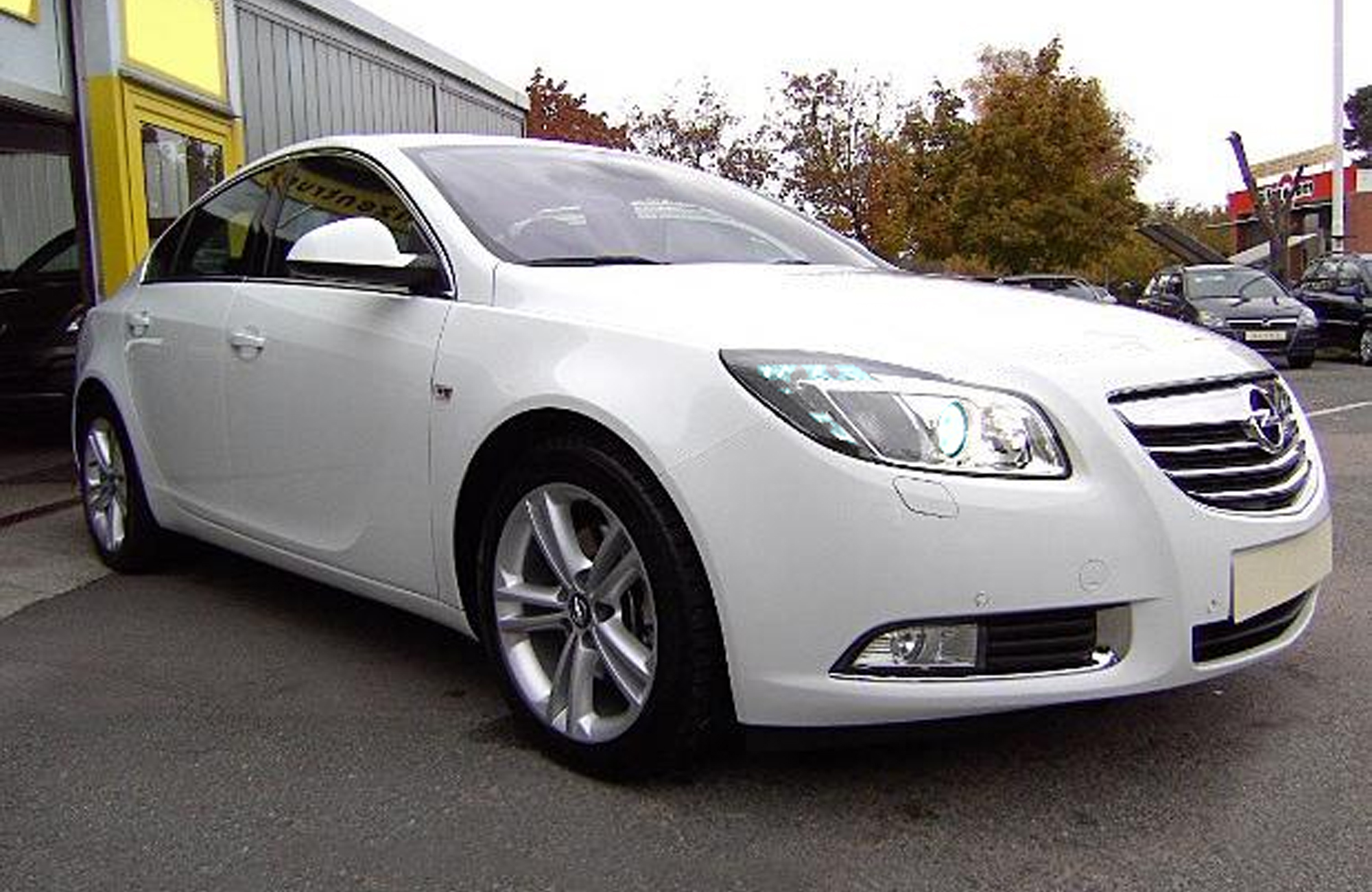
Opel Insignia Sedan 4 Dveře
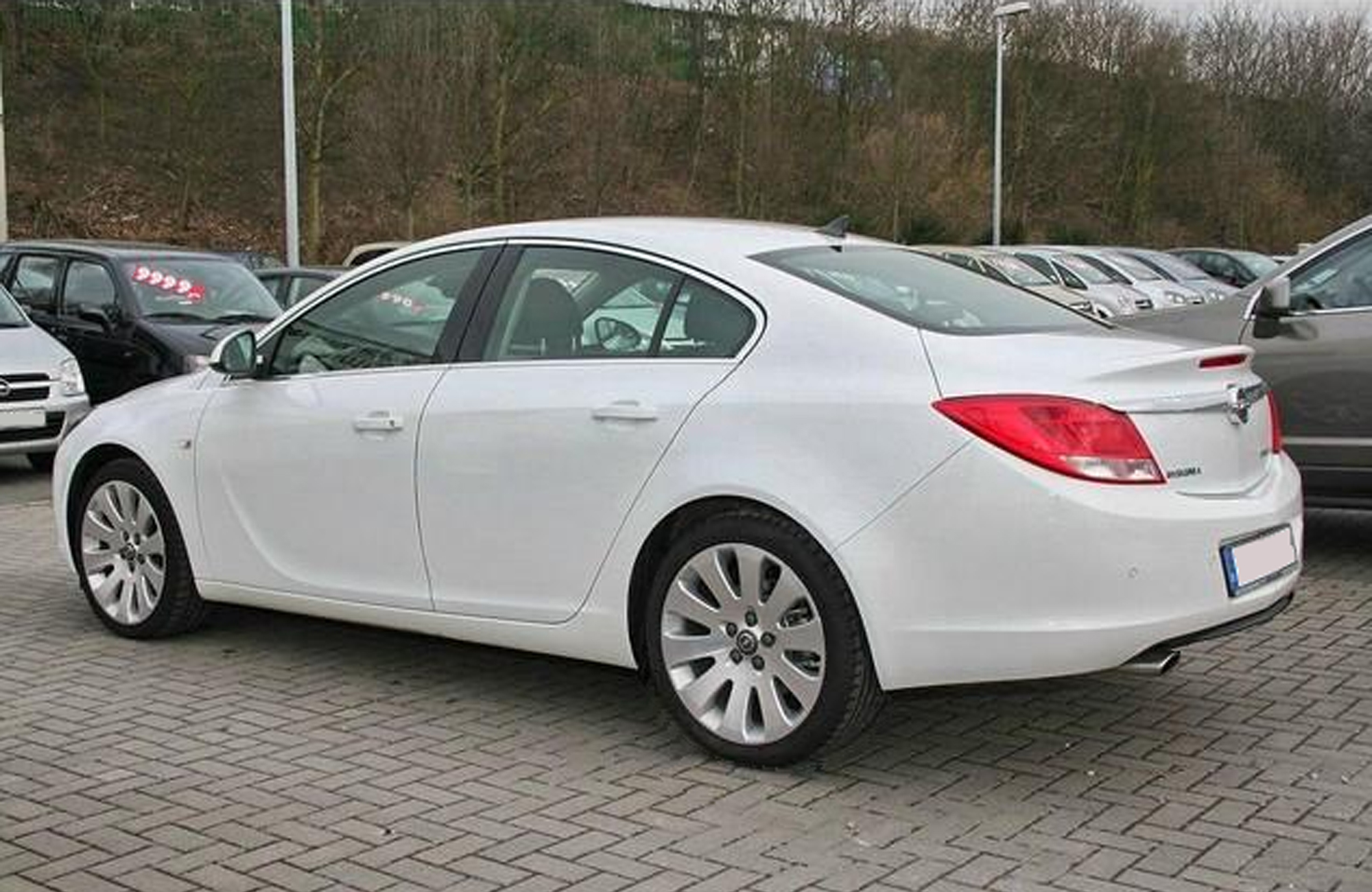
Opel Insignia Sedan 4 Dveře
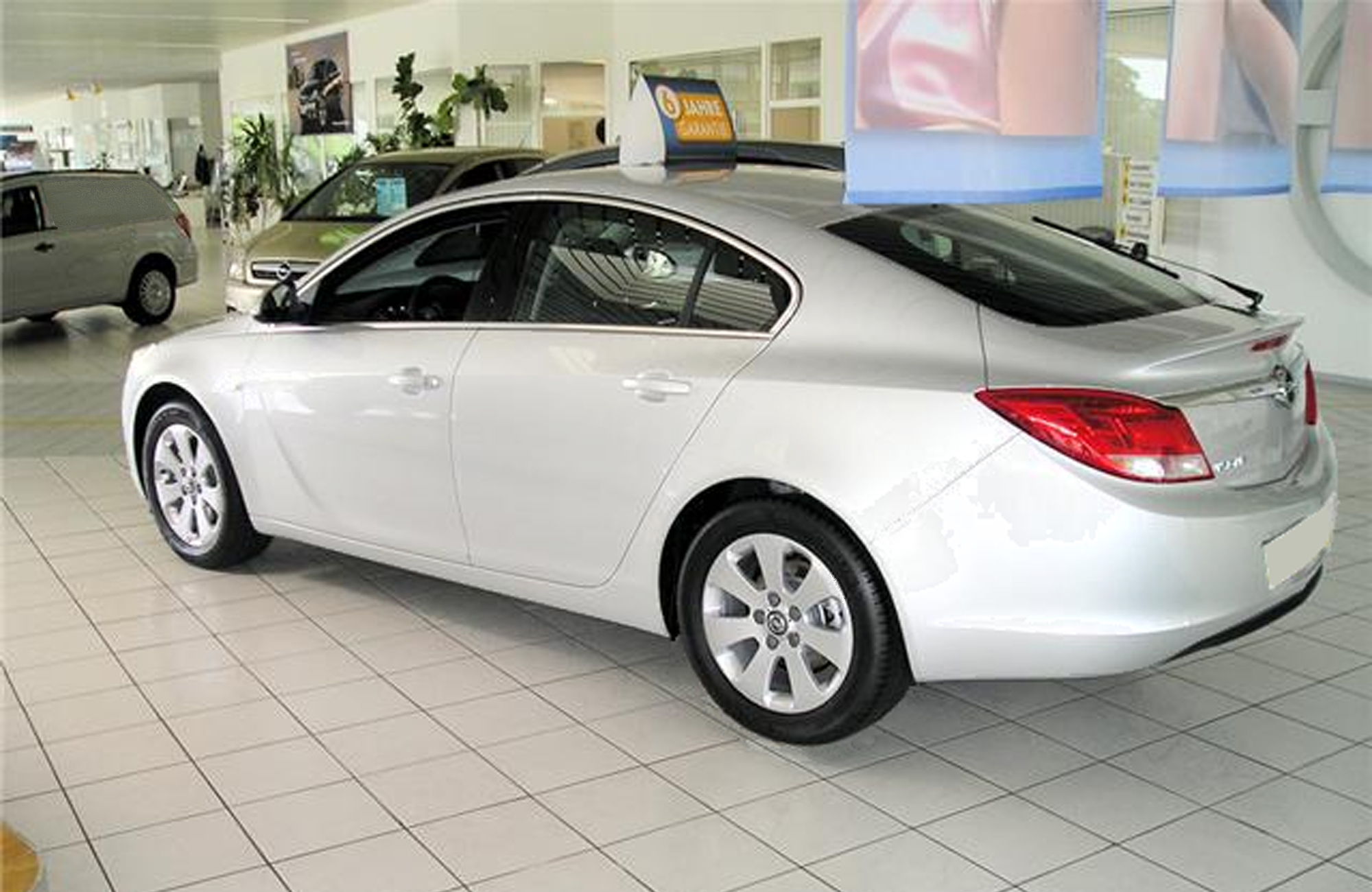
Opel Insignia Liftback 5 Dveře
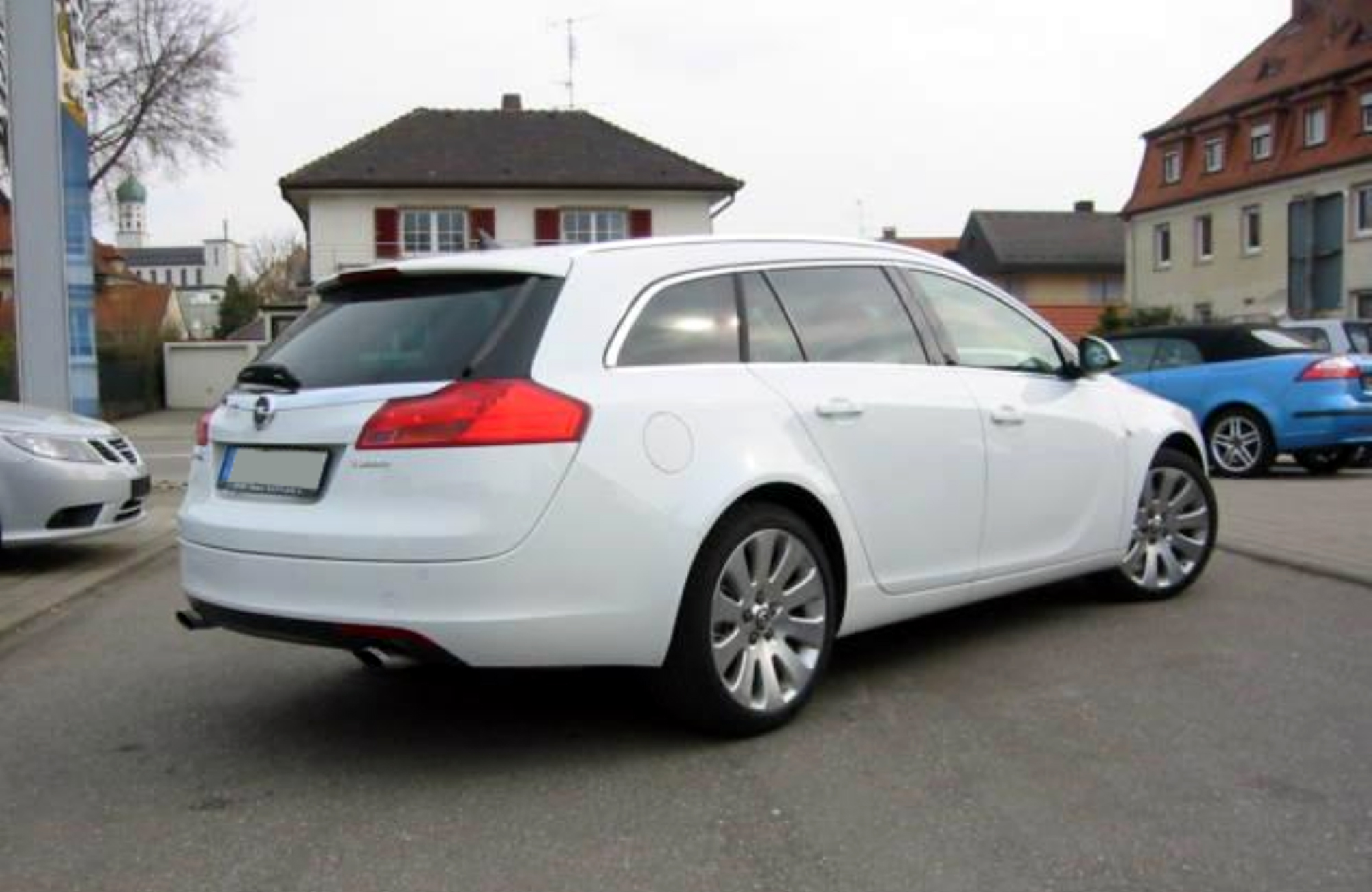
Opel Insignia Sports Tourer 5 Dveře
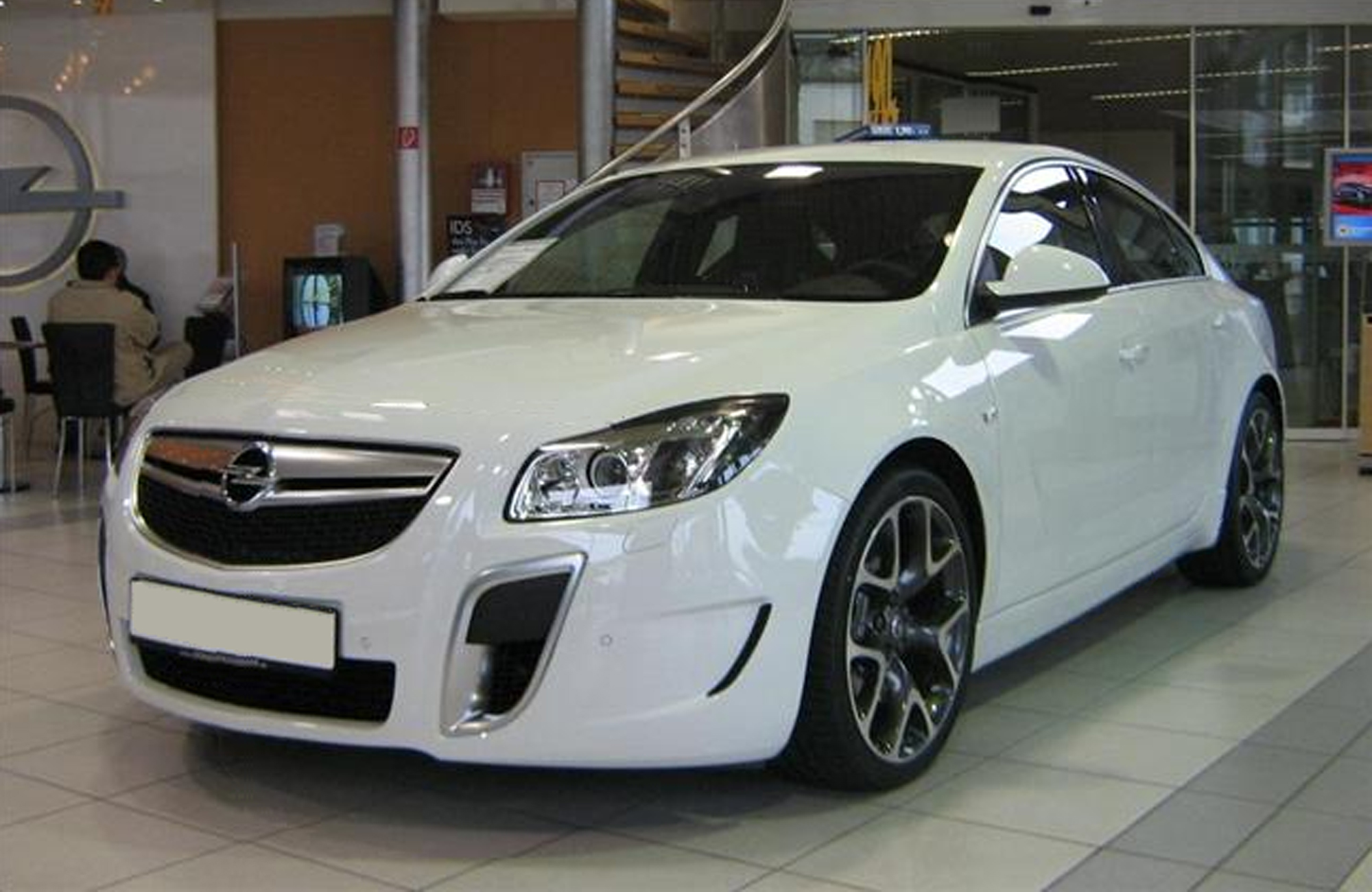
Opel Insignia OPC 4 Dveře
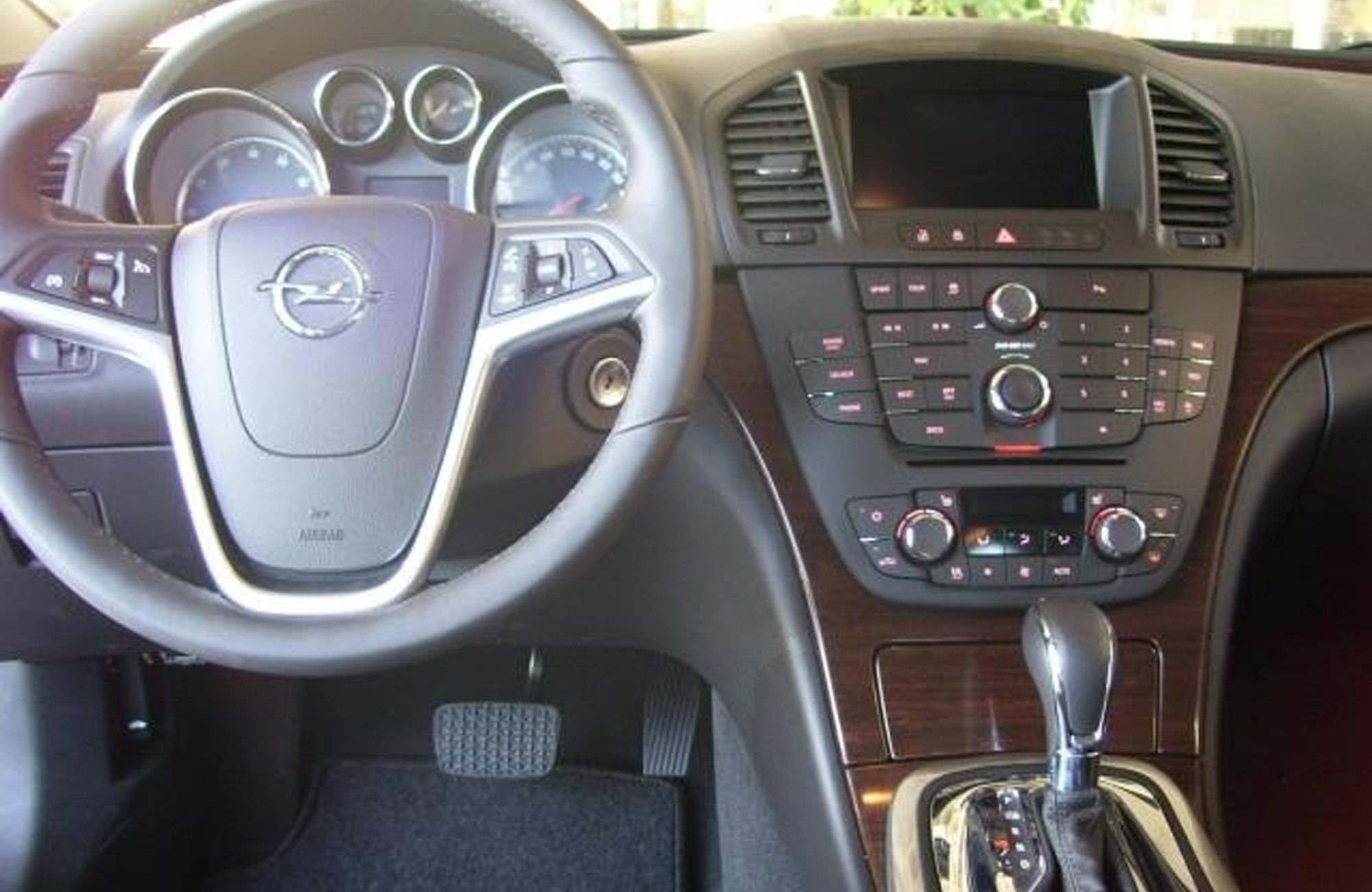
Opel Insignia Cosmo uvnitř

## Druhá generace
Výroba druhé generace začala v roce 2017. Vůz má oproti předchozí verzi nižší hmotnost, což pozitivně zlepšilo jízdní vlastnosti.

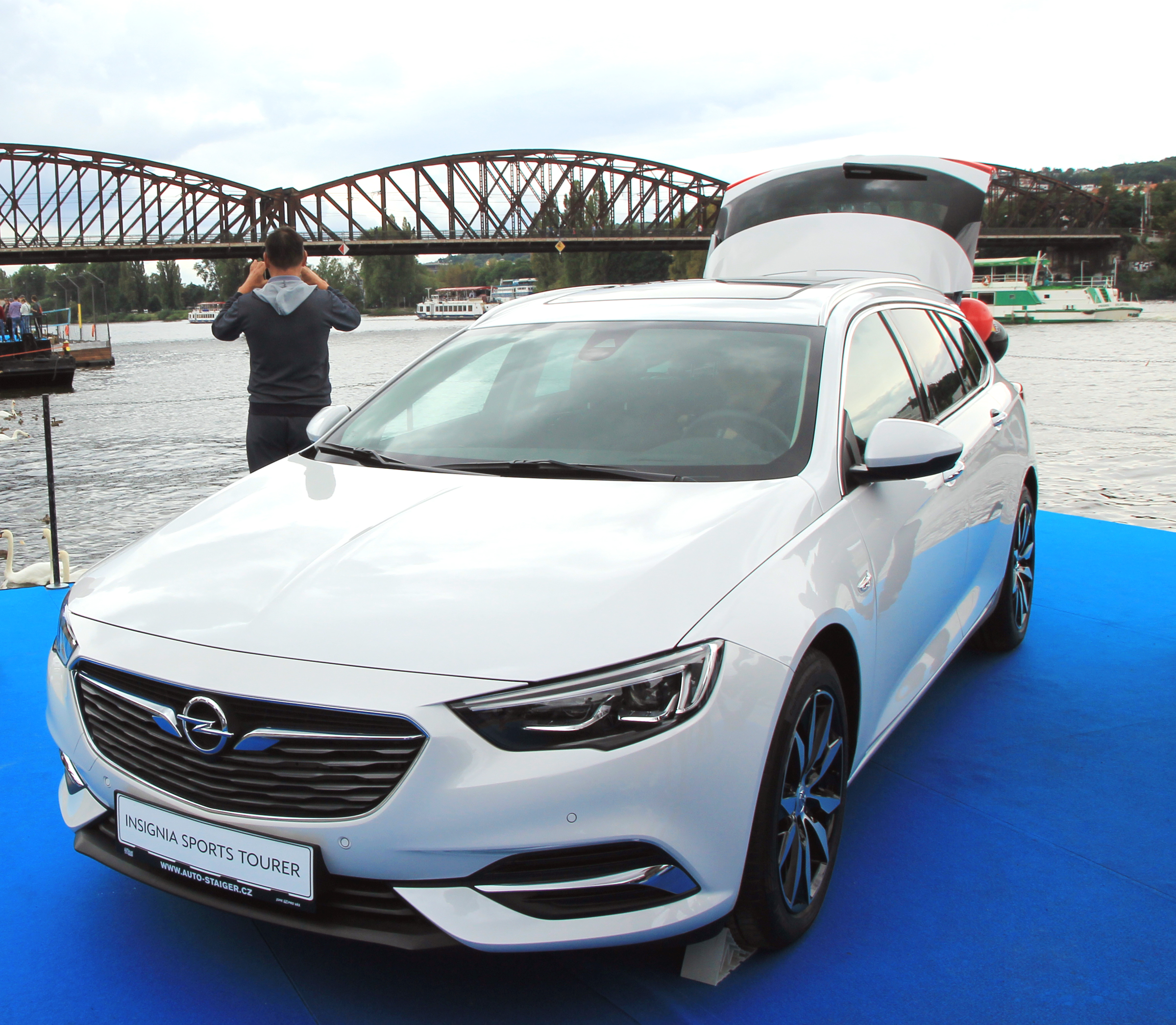
Opel Insignia Sports Tourer 2017
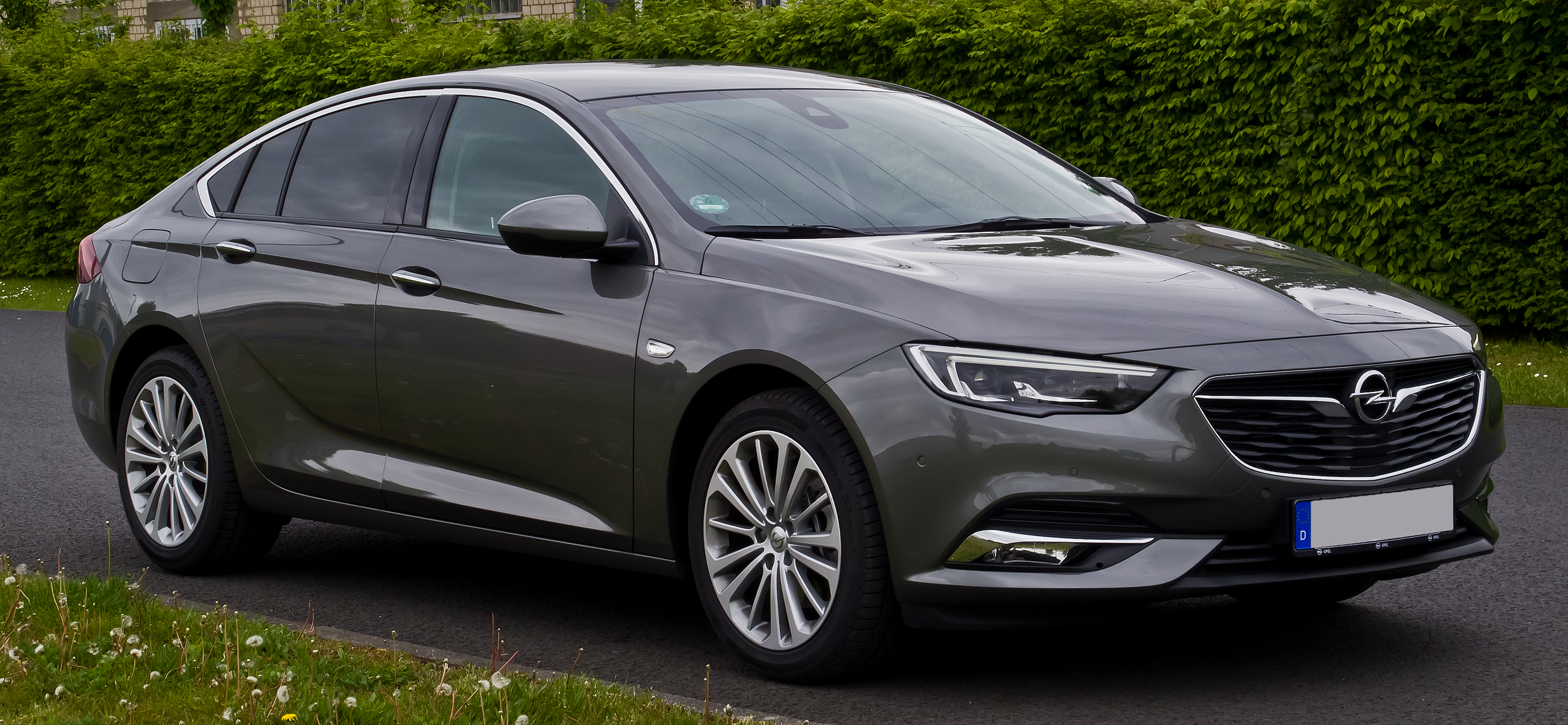
Opel Insignia Grand Sport 1.6 Diesel Business Innovation (B)